# Dragan Laković
Dragan Laković (srbsko Драган Лаковић), srbski igralec in pevec, * 28. marec 1929, Skopje, Makedonija, † 31. maj 1990, Beograd, Srbija.
Igral je v več filmih, vodil je svojčas priljubljeno otroško oddajo Otroci, pojte z nami in posnel je veliko skladb za otroke. Veliko je sodeloval z znamenitim srbskim otroškim zborom Kolibri.